# Staatsstreich von Kaiserswerth

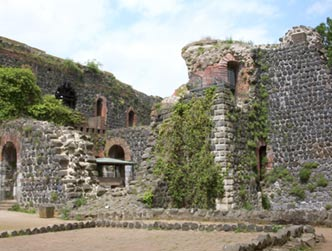
Ruine der Kaiserpfalz in Kaiserswerth

Der Staatsstreich von Kaiserswerth war 1062 ein bis dahin beispielloses Vorgehen einer Gruppe von Reichsfürsten unter der Führung des Erzbischofs Anno II. von Köln gegen die für ihren minderjährigen Sohn König Heinrich IV. die Regentschaft führende Kaiserin Agnes und den von ihr eingesetzten Subregenten, Bischof Heinrich von Augsburg. Durch eine Entführung des jungen Königs und die erfüllte Forderung nach der Herausgabe der Reichsinsignien erlangte die Gruppe die Kontrolle über die Regierungsgewalt.

## Die Entführung des Königs

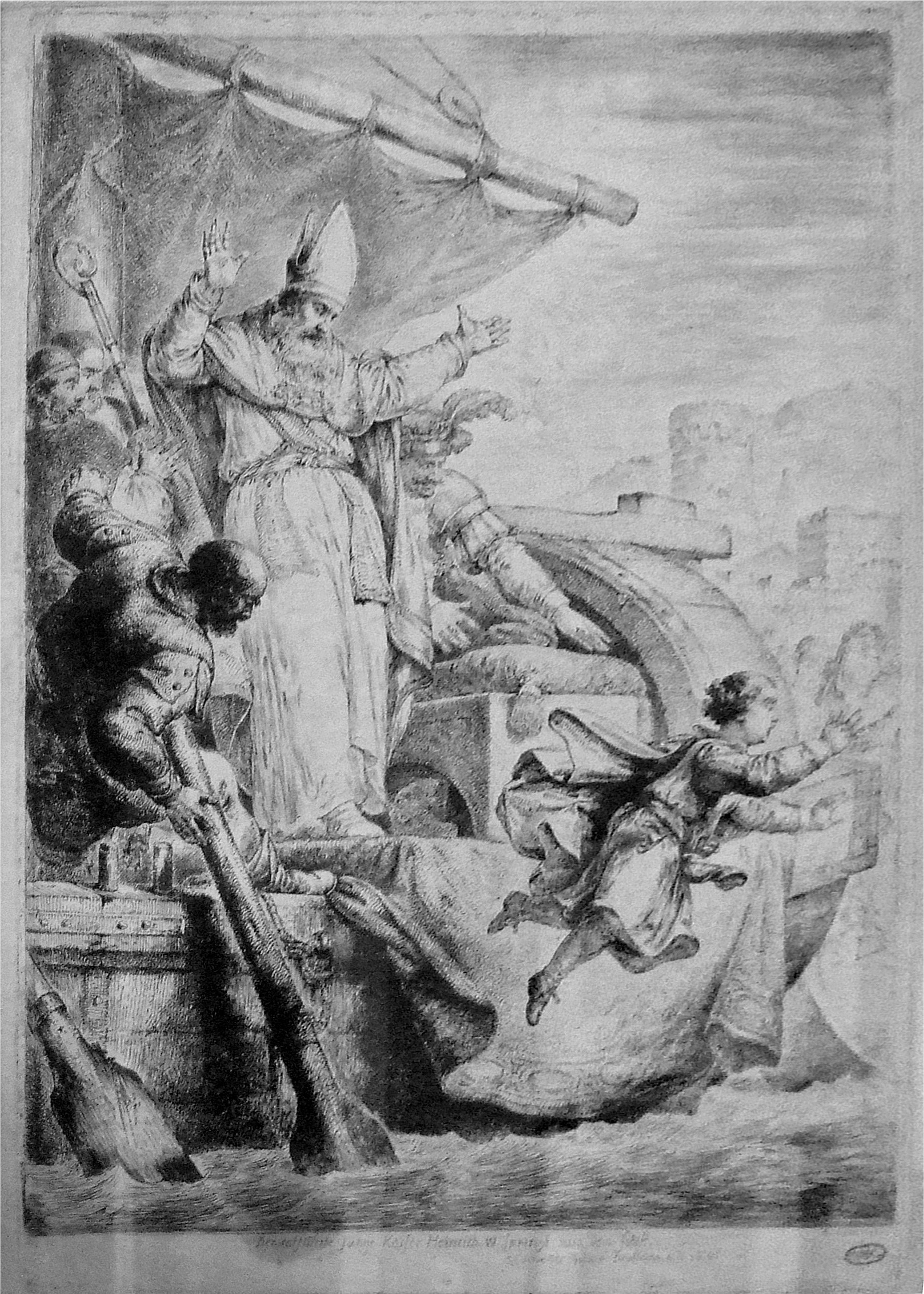
Der Sprung des Kaisers Heinrich vom Boot seiner Entführer, Acquaforte Bernhard Rode (1781)

Anfang April 1062 hielt sich Heinrich IV. mit seiner Mutter in der Pfalz Kaiserswerth (heute ein Stadtteil von Düsseldorf) auf. Dort trafen sich beide mit Erzbischof Anno II. von Köln. Nach einem gemeinsamen Festmahl lud Anno den elfjährigen Knaben ein, ein prachtvolles Schiff, das er auf dem Rhein hatte anlegen lassen, zu besichtigen. Was Heinrich erlebte, als er das Schiff betrat, schildert der Chronist Lampert von Hersfeld folgendermaßen:

„Kaum aber hatte er das Schiff betreten, da umringten ihn die vom Erzbischof angestellten Helfershelfer, rasch stemmen sich die Ruderer hoch, werfen sich mit aller Kraft in die Riemen und treiben das Schiff blitzschnell in die Mitte des Stroms. Der König, fassungslos über diese unerwarteten Vorgänge und unentschlossen, dachte nichts anderes, als dass man ihm Gewalt antun und ihn ermorden wolle, und stürzte sich kopfüber in den Fluss, und er wäre in den reißenden Fluten ertrunken, wäre dem Gefährdeten nicht Graf Ekbert trotz der großen Gefahr, in die er sich begab, nachgesprungen und hätte er ihn nicht mit Mühe und Not vor dem Untergang gerettet und aufs Schiff zurückgebracht.“

Anno führte den König anschließend nach Köln und erpresste von Kaiserin Agnes die Herausgabe der Reichsinsignien. Damit lag die Staatsgewalt in den Händen der Aufrührer, zu denen neben Anno und dem von Lampert erwähnten Grafen Ekbert von Braunschweig u. a. auch noch Otto von Northeim und die Erzbischöfe Adalbert von Bremen und Siegfried I. von Mainz gehörten.

## Die Motive der Entführer
Die Motive für die Tat sind nach wie vor nicht hinreichend erschlossen, insbesondere, da die Quellenlage zu diesem Ereignis äußerst widersprüchlich ist. Die Meinung der zeitgenössischen Berichterstatter ist gespalten.
So scheint Lamperts Bericht noch verhältnismäßig objektiv, wenn er schreibt, dass die Entführer und vor allem Anno danach trachteten, „den Sohn dem Einfluss seiner Mutter zu entziehen, und die Verwaltung des Reiches in die Hände zu bekommen.“ Lampert wagt keine Spekulationen über die Beweggründe der Verschwörer. Er führt zwar die Möglichkeit an, Anno habe „aus politischem Ehrgeiz gehandelt“, räumt aber ein, dass er auch zum Wohl des Reichs agiert haben könnte.
Das Urteil der Vita Heinrici ist jedoch eindeutig subjektiv und wird verständlicher, wenn man davon ausgeht, dass der Autor dem Königshaus sehr nahegestanden haben muss. Hier wird als Motiv für die Tat u. a. die Angst vor „Reife, Weisheit und strengen Sitten“ Agnes’ genannt. Der offizielle Grund sei gewesen, dass es sich nicht gehöre, dass das Reich von einer Frau regiert würde, dem der Autor, Adalbold von Utrecht, aber entschieden widerspricht. Es wird hier sogar behauptet, man habe den jungen König nur entführt, um ungestört die eigene Macht ausbauen zu können.
 Bruno gibt mehr oder weniger sogar Heinrich selbst die Schuld an seiner eigenen Entführung: Der junge Heinrich habe „aufgebläht von königlichem Hochmut kaum mehr auf die mütterlichen Ermahnungen“ gehört. Anno habe ihn nach der Entführung „mit aller Sorgfalt“ erziehen lassen. Bruno spricht damit Agnes nicht nur gänzlich Durchsetzungsvermögen ab, d. h., dass Bruno sie für zu schwach erachtet (ob nur, um für die richtige Erziehung des jungen Königs Sorge zu tragen oder auch für die Regentschaft, sei dahingestellt), sondern lobt auch Anno für sein Vorgehen. Die Kritik an Heinrich IV. selbst ist wohl damit zu erklären, dass Bruno mit Heinrichs späterer Politik nicht konform ging und negative Charakterzüge Heinrichs schon in früher Jugend gegeben sieht. Dass er politisch wohl auch nicht auf Seiten Agnes’ stand, ist offensichtlich.
Obwohl die Quellen augenscheinlich nichts Verlässliches über die Motivlage der Entführer berichten, geht die Forschung heute davon aus, dass sowohl das Streben nach Machtgewinn (insbesondere bei Anno von Köln) aber auch Sorge um die Verwahrlosung und um die Erziehung Heinrichs IV. ausschlaggebend für die Tat waren. Ebenso richtete sich der Aufstand gegen den von Kaiserin Agnes eingesetzten Subregenten Heinrich von Augsburg, dem eine „ungeschickte und anmaßende Art, die Regierungsgeschäfte wahrzunehmen“, vorgeworfen wurde. Die Kaiserin und der Bischof konnten zudem bald „dem Verdacht unzüchtiger Liebe nicht entgehen, denn allgemein ging das Gerücht, ein so vertrauliches Verhältnis sei nicht ohne unsittlichen Verkehr erwachsen“, so der Chronist Lampert von Hersfeld.

## Die Folgen des Staatsstreichs
Anno von Köln musste sich zwar im Sommer 1062 auf einem Hoftag für seine Tat rechtfertigen, behielt aber zunächst weiterhin die Regierungsgewalt in seinen Händen. Auch wenn der junge König auf dem Thron saß, lenkte Anno von diesem Zeitpunkt an die Geschicke des Reiches. Er fühlte sich hauptsächlich der kirchlichen Reformpartei politisch verbunden und erreichte als wohl wichtigste politische Leistung eine Auflösung des Papstschismas zwischen Alexander II. und Honorius II. zugunsten des Erstgenannten. Anno fand allerdings keinen Zugang zu Heinrich, anders als Erzbischof Adalbert von Bremen. Die beiden Erzbischöfe wurden bald zu erbitterten Gegnern, hatte doch der Bremer Erzbischof sehr schnell ein vertrautes Verhältnis zu dem jungen König aufgebaut und Annos Position zunehmend untergraben. Auch Adalbert hatte letztlich aber in erster Linie persönliche Interessen im Sinn und verfolgte strikt eine Politik des „Zugewinns“ zu seinem Erzbistum.
Heinrich von Augsburg war nach dem Staatsstreich der Regierungsgewalt beraubt, ebenso Kaiserin Agnes. Dennoch war ihr Verbleib im Reich weiterhin erforderlich, galt sie doch bis zur Volljährigkeit Heinrichs IV. als Leiterin des salischen Hauses. Nur durch ihren Verbleib im Reich konnte sie für ihren Sohn die Herrschaftsansprüche im Reich erhalten. Vor diesem Hintergrund erhält Lamperts Bericht, Agnes hätte auf Drängen ihrer Ratgeber ihren Entschluss, ins Kloster zu gehen, wieder aufgegeben, einen konkreten rechtlichen Hintergrund und gewinnt somit an Authentizität. Erst als Heinrich IV. durch die zeremonielle Schwertleite am 29. März des Jahres 1065 mündig wurde, konnte Agnes ihrem lange gehegten Wunsch nach einem Leben im Kloster nachgeben. Zuvor konnte sie aber ihren Sohn noch davon abhalten, gegen den verhassten Anno zu Felde zu ziehen, wie dieser es sofort nach seiner Schwertleite vorhatte.
Mit der Schwertleite ging die Regierungsgewalt wieder in die Hände des rechtmäßigen Herrschers über. Die fast drei Jahre währende Dauer der Übergangsregierung war zu Ende, wenn auch Adalbert von Bremen so lange der wichtigste Ratgeber Heinrichs blieb, bis dieser ihn im Januar 1066 nach einem Hoftag in Trebur auf Fürstengeheiß als Berater entlassen musste.